# Nicola Abbagnano
Nicola Abbagnano (ur. 15 lipca 1901 w Salerno, zm. 9 września 1990 w Mediolanie) – włoski filozof, najwybitniejszy przedstawiciel egzystencjalizmu w swym kraju, zajmował się przede wszystkim filozofią nauki.
Jako egzystencjalista był przede wszystkim krytykiem egzystencjalizmu, który potępiał za minimalizm w odmawianiu osobie ludzkiej możliwości skutecznego działania i maksymalizm w przypisywaniu jej obowiązku i zdolności do działań które w istocie przekraczają jej możliwości. Przede wszystkim zaś w dość konserwatywny sposób potępiał modę, w szczególności silnie obecną w kulturze lat 50. XX wieku naiwną fascynację egzystencjalizmem wśród młodzieży. W późniejszych latach życia skłaniał się ku naturalizmowi, nadal jednak w typowy dla egzystencjalizmu sposób potępiał mit bezpieczeństwa zawarty jego zdaniem w światopoglądzie naukowym.

## Życiorys
Nicola Abbagnano urodził się w Salerno 15 lipca 1901 roku. Był najstarszym synem prawnika i pochodził z intelektualnej rodziny. W wieku 17 lat rozpoczął naukę na Wydziale Literatury i Filozofii. Studia w Neapolu ukończył z wyróżnieniem, gdzie pod kierunkiem Antonia Aliotty, w listopadzie 1922 r. uzyskał stopień naukowy z dziedziny filozofii. Z pomocą Aliotty, w 1923 roku napisał swoją pierwszą książkę Le sorgenti irrazionali del pensiero. Wśród licznych recenzji krytycznych wyróżnia się opinia Gentile Ugo: „Jeden z najbardziej znaczących przejawów krytyki stanowiska intelektualistów i jeden z najbardziej rygorystycznych i najmniej naiwnych przejawów obrony teorii irracjonalności.” Zwracano się jednak w tej recenzji do Abbagnano z pytaniem, w jakim celu tak usilnie próbuje uwolnić życie z kajdan intelektualizmu, a następnie wrzucić je w transcendencje irracjonalizmu.
W wieku dwudziestu trzech lat poślubił córkę matematyka, Rosę Del Re i osiedlił się w Neapolu. Przez dwa kolejne lata, nauczał na zastępstwie w liceum Torquato Tasso w Salerno. Niedługo potem wygrał konkurs na nauczanie filozofii w historii w szkołach średnich. Rozpoczął swoją przygodę nauczyciela od liceum Spedalieri w Katanii, jednak po krótkim czasie wrócił do Neapolu, aby podjąć pracę na stanowisku nauczyciela w liceum neapolitańskiej intelektualnej burżuazji Umberto I, gdzie nauczał do 1935 roku. W latach 1927–1936 pracował jako nauczyciel pedagogiki i filozofii w Instytucie Nauczania Sour Orsola Benincasa. W tym samym okresie aktywnie współpracował z czasopismem Logos, które było kierowane przez jego mentora Aliottę. Warto wspomnieć, że był tam sekretarzem. W latach 1936–1976 posiadał tytuł profesora zwyczajnego historii filozofii i wykładał na Uniwersytecie w Turynie. Do 1939 na Wydziale Pedagogicznym, a w następnych latach na Wydziale Literatury i Filozofii.
Po II wojnie światowej założył centrum studiów metodologicznych w Turynie i czasopisma naukowe „Rivista di filosofia” i „Quaderni di sociologia”. W latach 1952–1960 patronował grupie intelektualistów zwanej „neoilluministami”, stawiającej sobie za cel na wzór myśli oświeceniowej promowanie społecznej wartości wiedzy naukowej na przekór jej interpretacjom pragmatycystycznym i konwencjonalistycznym. od 1964 Pisał także stale dla gazety „La Stampa”. Natomiast w 1972 przeniósł się do Mediolanu, gdzie po opuszczeniu gazety turyńskiej, rozpoczął współpracę przy „Giornale”, gdzie sprawował urzędy miejskie z ramienia partii liberalnej.
Abbagnano zmarł, po krótkiej i nagłej hospitalizacji w mediolańskiej klinice 9 września 1990 w wieku 89 lat. Został pochowany na cmentarzu Santa Margherita Ligure, gdzie przez wiele lat spędzał swoje wakacje. Upamiętnia go tablica zamówiona przez władze miasta dla oddania mu hołdu.

## Myśl
Swoją działalność filozoficzną Abbagnano zaczął w latach 30. od opozycji wobec neoidealizmu włoskiego szkół Crocego i Gentilego, przypisując im irracjonalizm. Był w tym w ówczesnej filozofii włoskiej osamotniony. Tak jak dla Heideggera i Jaspersa filozofia jest dla Abbagnana krytyką metafizyki, przede wszystkim krytyką głęboko zakorzenionej w tradycji włoskiej humanistycznej koncepcji człowieka. Mimo to Abbagnano krytykuje także Heideggera i Jaspersa, przypisując im nihilizm – sam dąży do egzystencjalizmu pozytywnego, co zbliża go do filozofii nauki i neopozytywizmu. Podstawowa dla egzystencjalizmu kategoria bycia nie jest dla niego jakkolwiek pojętą nicością, ale właśnie możliwością osiągania czegoś.

## Dzieła, linki zewnętrzne
- Pełna lista dzieł. nicolaabbagnano.it. [zarchiwizowane z tego adresu (2006-01-31)].
- Oficjalna strona internetowa Abbagnana w wersji włoskiej i angielskiej (wł.), (ang.)